# Njemački tenkovi u Drugom svjetskom ratu
Njemački tenkovi u vrijeme Trećeg Reicha
Tijekom Drugog svjetskog rata njemačke oružane snage koristile su 9 različitih tipova tenkova. Gledajući od Panzera I nadalje svaki novi model je postajao sve teži i teži, tako da se posljednji aktivno korišteni model imena Kraljevski tigar zbog svoje težine praktički nije mogao prevoziti preko mostova. Osnovni cilj Njemačkog glavnog stožera je bio proizvodnja što jačih tenkova kako bi se smanjili na minimum ljudski gubici. Međutim, u toj se želji zaboravilo na nadmoćno neprijateljsko zrakoplovstvo koje ih je uništavalo.
Njemački tenkovi su bili:
- Leichttraktor

Njemačkoj je, nakon Prvog svjetskog rata, Versajskim ugovorom, zabranjena proizvodnja i korištenje oklopnih vozila. Unatoč tome, Njemačka, tajnim programom, kodnog imena "Traktor", razvija oklopna vozila i topništvo. Pod nazivom "Leichter Traktor" (laki traktor), proizvedena su 4 tenka i testirana su u Sovjetskom Savezu. U ranim godinama Drugog svjetskog rata, korišteni su kao tenkovi za obuku.[nedostaje izvor]
- Panzer I
- Panzer II
- Panzer 35
- Panzer 38
- Panzer III
- Panzer IV
- Panzer V "Panther"
- Panzer VI "Tiger I"
- Panzer VIb "Tiger II"
- Panzer VIII "Maus"

Osim serijskih tenkova bilo je i par nerealiziranih projekata i prototipova:
- Neubaufahrzeug
- Panzer VII Löwe
- Landkreuzer P. 1000 Ratte
- Landkreuzer P. 1500 Monster
- Panzerkampfwagen E-100